# Nomada wickwari
Nomada wickwari är en biart som beskrevs av Meade-waldo 1913. Nomada wickwari ingår i släktet gökbin, och familjen långtungebin. Inga underarter finns listade i Catalogue of Life.